# Non sequitur
Non sequitur (с лат. — «не вяжется») — нерелевантный довод, термин для обозначения логической ошибки (формальной ошибки), где предоставленный довод не связан с заключением. Является одним из самых распространённых приёмов в демагогии и софизме, так как позволяет использовать близкие по значению, но не следующие друг из друга тезисы в споре и полемике. Оба тезиса на деле могут быть истинными, но первый тезис никак не доказывает утверждение второго тезиса. Ошибку часто можно встретить в повседневном разговоре, отчего она ещё более опасна, потому что сложно распознаётся обывателем без критического взгляда. Однако, в математической логике (формальном языке), данную ошибку выявить невозможно, так как структурой силлогизма является импликация.

## Причины возникновения мнимой логической связи
- Желание найти закономерности: Люди склонны искать причины и следствия даже там, где их нет. Это может быть связано с когнитивными искажениями или апофенией — склонностью видеть взаимосвязи в случайных событиях.
- Непонимание статистики: Часто люди путают корреляцию с причинностью. Например, если два события происходят одновременно или последовательно, это не значит, что одно вызывает другое. Классический пример — ошибка post hoc ergo propter hoc («после этого — значит вследствие этого»), когда предполагается причинно-следственная связь только на основании временной последовательности событий.

## Примеры в обыденной речи
Схематично ошибку non sequitur можно представить так:
- Если A истинно, то B истинно.
- B это истинно.
- Следовательно, A истинно

Из-за своей популярности, абсурдные варианты этой ошибки превращаются в шутки:
- Все люди смертны, Сократ является человеком, следовательно, Сократу нравятся девушки.
- Мир был создан за шесть дней. Откуда я это знаю? Смотри! Лось и персики!

Но менее очевидные ошибки non sequitur часто бывает трудно отследить. В пример можно взять отрывок из «Психологии критического мышления» Дайаны Халперн:
… мне вспоминается заявление, сделанное одним из преподавателей на заседании комиссии по составлению учебных планов, где обсуждался вопрос о том, следует ли требовать, чтобы все студенты изучали какой-либо иностранный язык. Преподаватель выдвинул следующие доводы в поддержку этого предложения: «Мы должны требовать, чтобы все студенты изучали какой-либо иностранный язык, потому, что очень важно дать студентам качественное образование». Присмотритесь повнимательнее к заключению и посылке. Связана ли она с заключением? Все члены комиссии по составлению учебных планов считали, что каждый студент должен получить качественное образование, но ведь обсуждался вопрос о том, нужно ли требовать от всех студентов изучения иностранного языка. Не было приведено никаких причин, по которым изучение иностранного языка является необходимой частью качественного образования. Заключение не следовало из приведенного довода.
У Алана Тьюринга, английского математика, был другой пример:
«Если бы каждый человек руководствовался в своей жизни набором неких установленных правил, он был бы не лучше машины. Но поскольку таких правил не существует, люди не могут быть машинами.»
Несмотря на то, что утверждение кажется нам правдоподобным, оно всё же является аргументом non sequitur. В утверждении высказывается возможность человека быть лучше машины, а не быть самой машиной, как гласит следствие.

## Примеры в логике
Все люди смертны, Сократ является человеком, следовательно, Сократу нравятся девушки.
Обозначим за А — Сократ человек и все люди смертны.
Обозначим за В — Сократу нравятся девушки.
Следуя таблице истинности для импликации данное высказывание является истинным, хотя на самом деле оно противоречит здравому смыслу.

Вот еще один пример: 
Мы должны требовать, чтобы все студенты изучали какой-либо иностранный язык, потому что очень важно дать студентам качественное образование. 
Обозначим за А — требование к студентам насчет изучения иностранных языков.
Обозначим за В — предоставление студентам качественного образования.
Исходя из логики, высказывание также является истинным, но в данном случае оно кажется менее абсурдным.
| {\displaystyle A} | {\displaystyle B} | {\displaystyle A\to B} |
| ----------------- | ----------------- | ---------------------- |
| {\displaystyle 0} | {\displaystyle 0} | {\displaystyle 1}      |
| {\displaystyle 1} | {\displaystyle 0} | {\displaystyle 0}      |
| {\displaystyle 0} | {\displaystyle 1} | {\displaystyle 1}      |
| {\displaystyle 1} | {\displaystyle 1} | {\displaystyle 1}      |

## Примеры мнимой логической связи в жизни
1. Шаманские танцы и дождь: В древности люди верили, что ритуальные танцы шаманов вызывали дождь. Если после танцев начинался дождь, это считалось доказательством того, что танцы работают. Однако на самом деле между танцами и дождем нет причинно-следственной связи — это пример мнимой логической связи, когда одно событие ошибочно связывается с другим только потому, что они произошли последовательно[5].
2. Игровая логика: В азартных играх часто встречается так называемая «логика игрока» (Ошибка игрока). Например, если при броске монеты несколько раз подряд выпадает «орел», игрок может решить, что следующий раз обязательно выпадет «решка». Это иллюзия закономерности там, где ее нет: каждый бросок монеты независим от предыдущих. Это типичный пример мнимой логической связи.
3. Запрет продукции из-за единичного случая: Пример из демагогии: «В одной партии йогурта из Литвы нашли кишечную палочку, поэтому всю литовскую продукцию следует запретить». Здесь делается вывод о всей продукции на основе одного случая, что является ошибкой мнимой логической связи[6].
4. Обобщение на основе личного опыта: Человек может сказать: «Моя начальница сделала мне необоснованный выговор, значит все женщины — некомпетентные руководители». Это пример ложного обобщения и мнимой логической связи между личным опытом и характеристикой целой группы людей.